# Charles Willard Moore

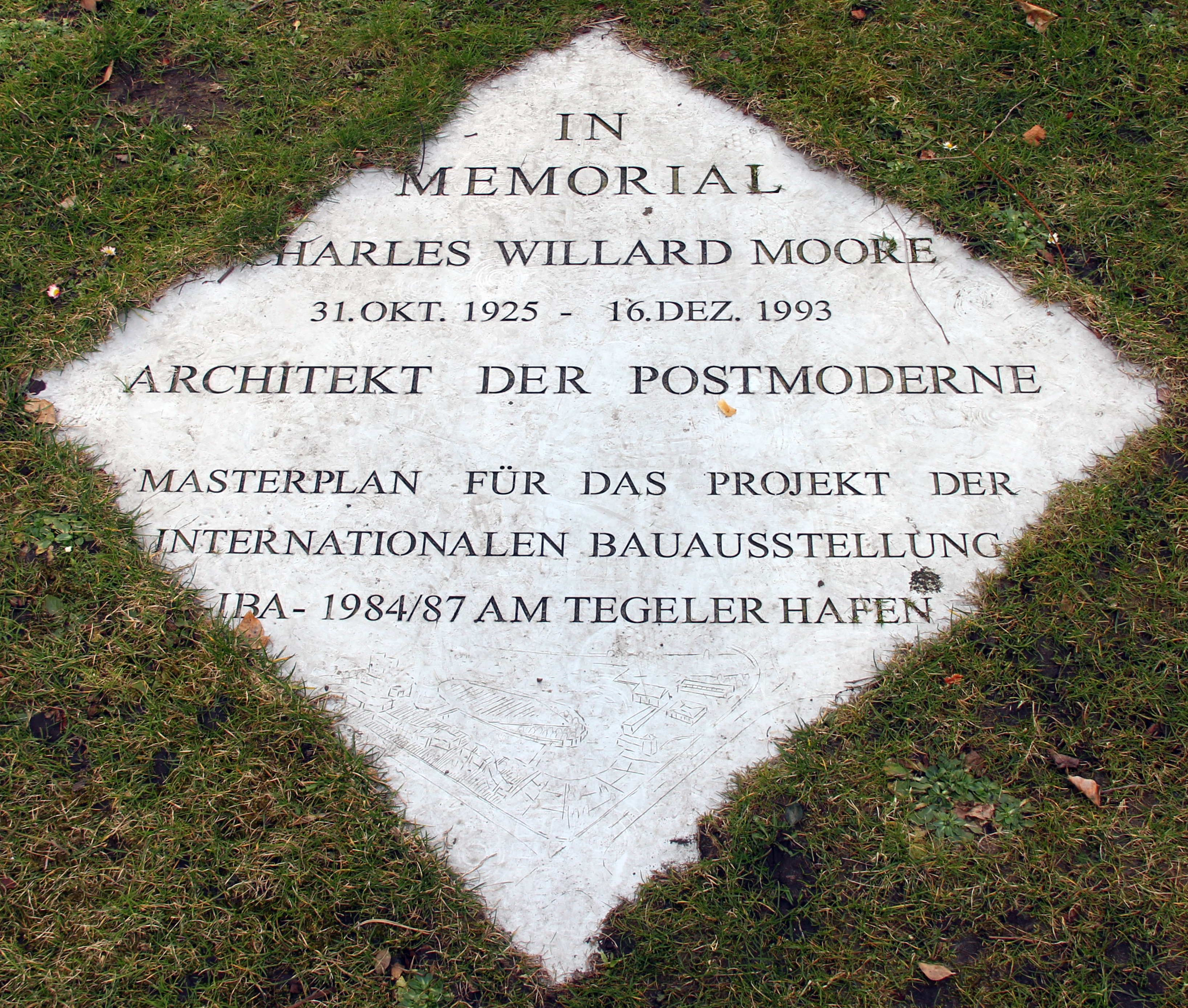
Gedenktafel, Am Tegeler Hafen 30, in Berlin-Tegel

Charles Willard Moore (* 31. Oktober 1925 in Benton Harbor, Michigan; † 16. Dezember 1993 in Austin, Texas) war ein US-amerikanischer Architekt. Er war einer der Gründerväter und Theoretiker der Postmoderne.

## Leben
Moore studierte Architektur und Philosophie u. a. an der Princeton University in Princeton (New Jersey). Von 1962 bis 1975 war er als Professor an diversen Universitäten tätig, so auch der University of California in Berkeley. 1970 begründete er in Connecticut das Büro Charles W. Moore Associate, dem 1975 parallel laufende Arbeitsgemeinschaften u. a. mit William Grover und Robert Harper folgten.
Bekannt als Architekt wurde Moore durch Häuser im Baugebiet Sea Ranch in Kalifornien. 1985 wurde er in die American Academy of Arts and Sciences aufgenommen. 1991 erhielt Moore die Goldmedaille des American Institute of Architects.
Neben einer großen Anzahl an Einfamilienhäusern konnte Moore auch schon früh einige Wohnsiedlungen für sozial schwache Schichten realisieren. Er zeigte, dass kostengünstige Massenwohnungsbauten nicht zwangsläufig gestaltlos und uniform sein müssen.

## MLTW
MLTW ist ein Architekturbüro, welches 1962 in Berkeley (Kalifornien) entstand. MLTW steht für Charles Moore, Donlyn Lyndon, William Turnbull und Richard Whitaker. 1965–1970 führte er dieses Büro unter dem MLTW / Moore – Turnbull in New Haven und San Francisco mit William Turnbull allein weiter. 1970 wurde das Unternehmen aufgelöst.

## Moore Ruble Yudell Architects & Planners
1977 gründete Moore zusammen mit John Ruble und Buzz Yudell das Büro Moore Ruble Yudell Architects & Planners. Dieses Büro trägt auch nach dem Tod von Moore weiterhin den Namen des Gründers. Moore Ruble Yudell gehört zu den großen Architekturbüros, die weltweit tätig sind und große Projekte durchführen.

## Entwicklung / Künstlerische Position
Als junger Praktiker wehrte er sich gegen modernistische Zwänge. Moore sagte dazu: „Dieser Stil (Moderne) sei kein sehr brauchbarer, interessanter, bedeutungsvoller, lohnender Ausdruck der Gegenwart.“
Seine Architektursprache besteht aus bekannten Zeichen und Anspielungen auf die (Architektur-)Geschichte und den Standort. Er wollte den Bewohnern eines Ortes einen persönlichen Bezug zu diesem schaffen und ursprüngliche Bedürfnisse befriedigen. Moores Architektur ist verspielt und kitschig und pastoral. Auch ist oft eine gewisse Ironie in seinen Werken zu finden. Seine Bauten erscheinen zunächst karg (mit einigen Ausnahmen) – da sie kahl wirken und an der Fassade wenig gestaltet sind.
Moore ist der ironischen Einstellung zum Klassizismus weitgehend treu geblieben. Charles Moore sieht in der Schaffung von Orten die große Aufgabe von Architekten und sagte dazu einmal: „Wenn Architekten weiterhin auf diesem Planeten nützliche Arbeit leisten sollen, dann muss ihr eigentliches Anliegen die Schaffung „einprägsamer“ Orte sein [...]. Einen Ort zu schaffen heißt eine Bereich zu schaffen, der es den Menschen ermöglicht zu erkennen, wo sie sich befinden und darüber hinaus, wer sie sind.“ Er betrachtet ausdrücklich auch Disneyland als einen authentischen Ausdruck öffentlichen Bewusstseins.
Das Hauptmerkmal seines Bauens besteht darin, mit relativ geringen Mitteln aufregende Räume entstehen zu lassen.

## Werke
Zu Moores wichtigsten Arbeiten zählen:
- 1962: Eigenes Haus in Orinda, Kalifornien
- 1964: Erweiterungsbau des Mutual Savings Bank Building in San Francisco[6][7]
- 1964–1966: Sea Ranch in Sonoma County, Kalifornien
- 1968: Faculty Club der University of California, Santa Barbara, mit William Turnbull (MLTW/Moore-Turnbull)[8]
- 1973–1974: Leland Burns House, Pacific Palisades[9]
- 1973–1974: Kresge College der University of California, Santa Cruz
- 1975–1978: Piazza d’Italia in New Orleans, Louisiana
- 1980–1987: Masterplan und Bauten am Tegeler Hafen in Berlin, im Rahmen der Internationalen Bauausstellung 1987 (IBA 87)
- 1981–1983: Hood Museum of Art, Dartmouth College in Hanover, New Hampshire[10]
- 1992–1999: Städtebaulicher Rahmenplan und Wohnbebauung in Berlin-Karow-Nord[11]

## Bilder

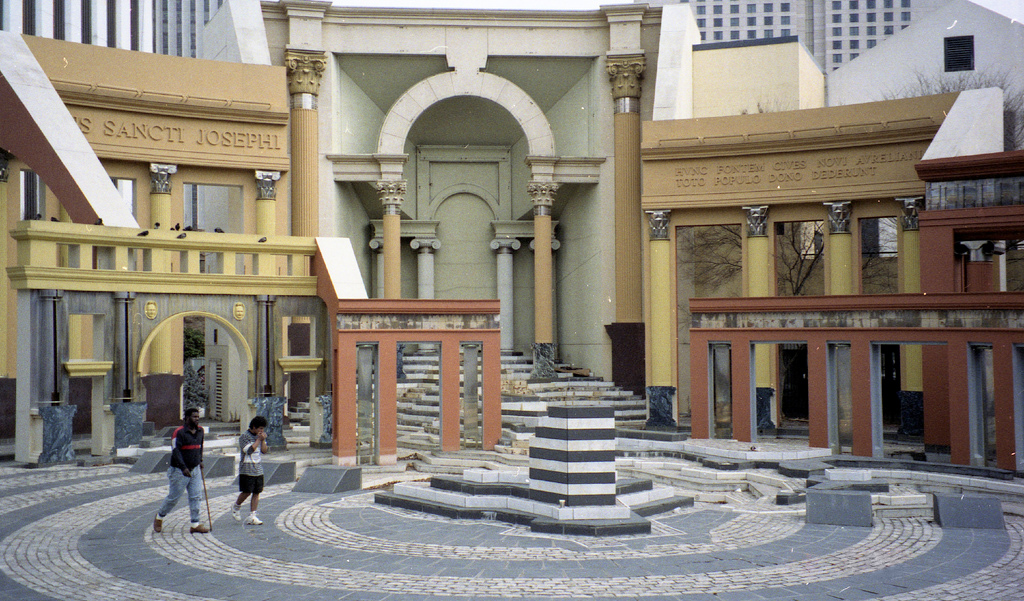
Piazza d'Italia, New Orleans, 1990
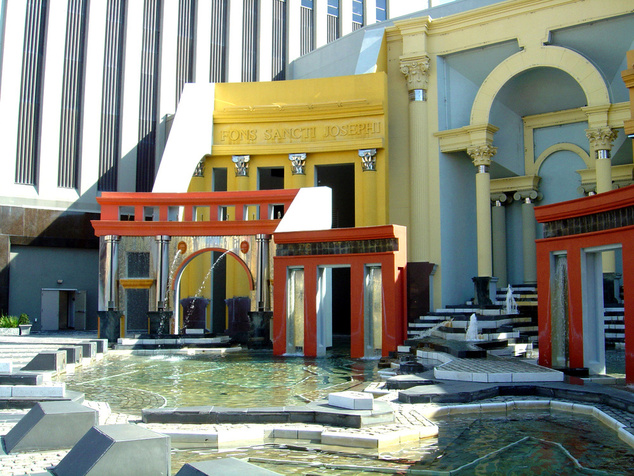
Piazza d'Italia in neuen Farben, 2014
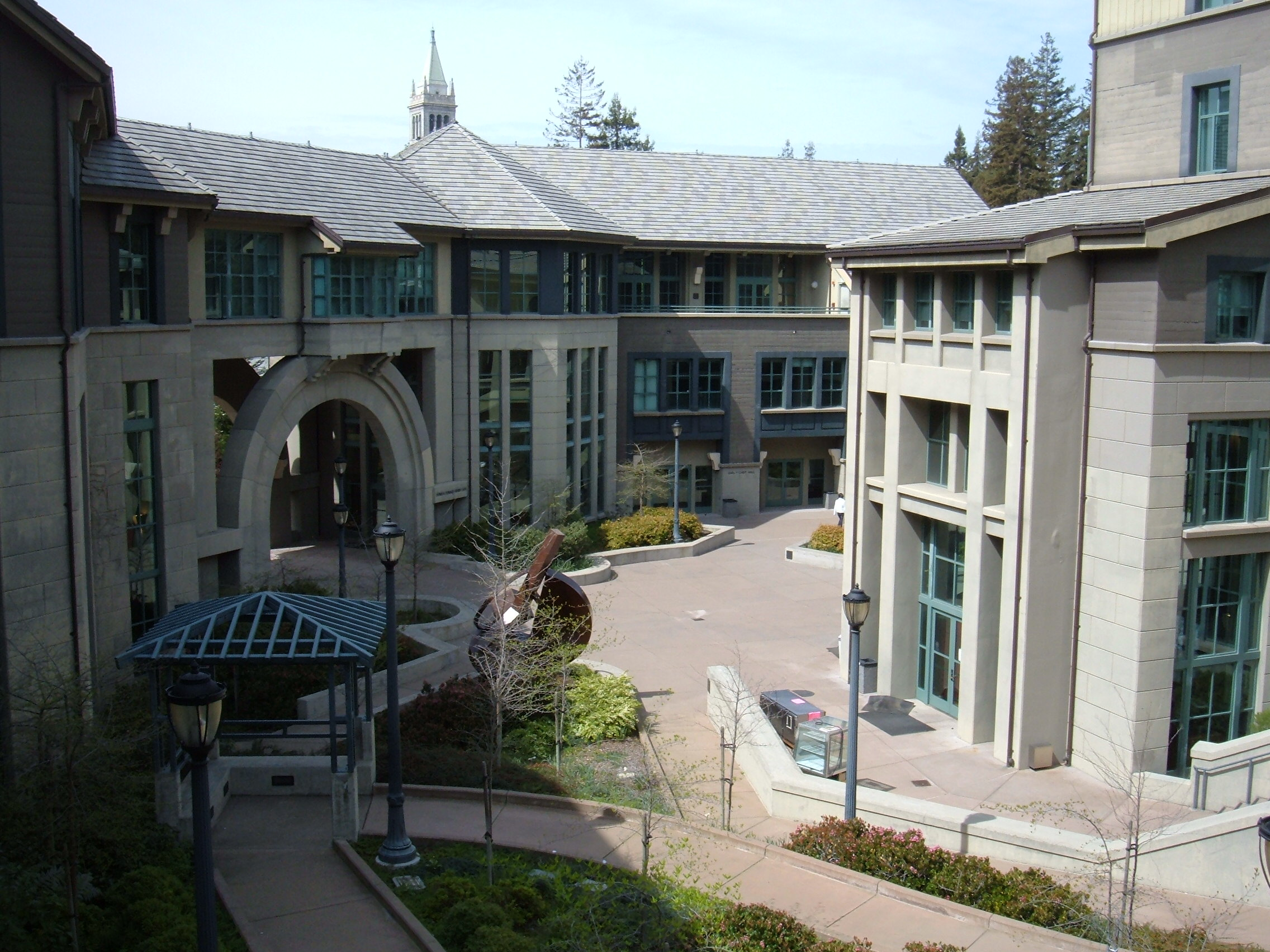
Haas School of Business auf dem Campus der University of California in Berkeley
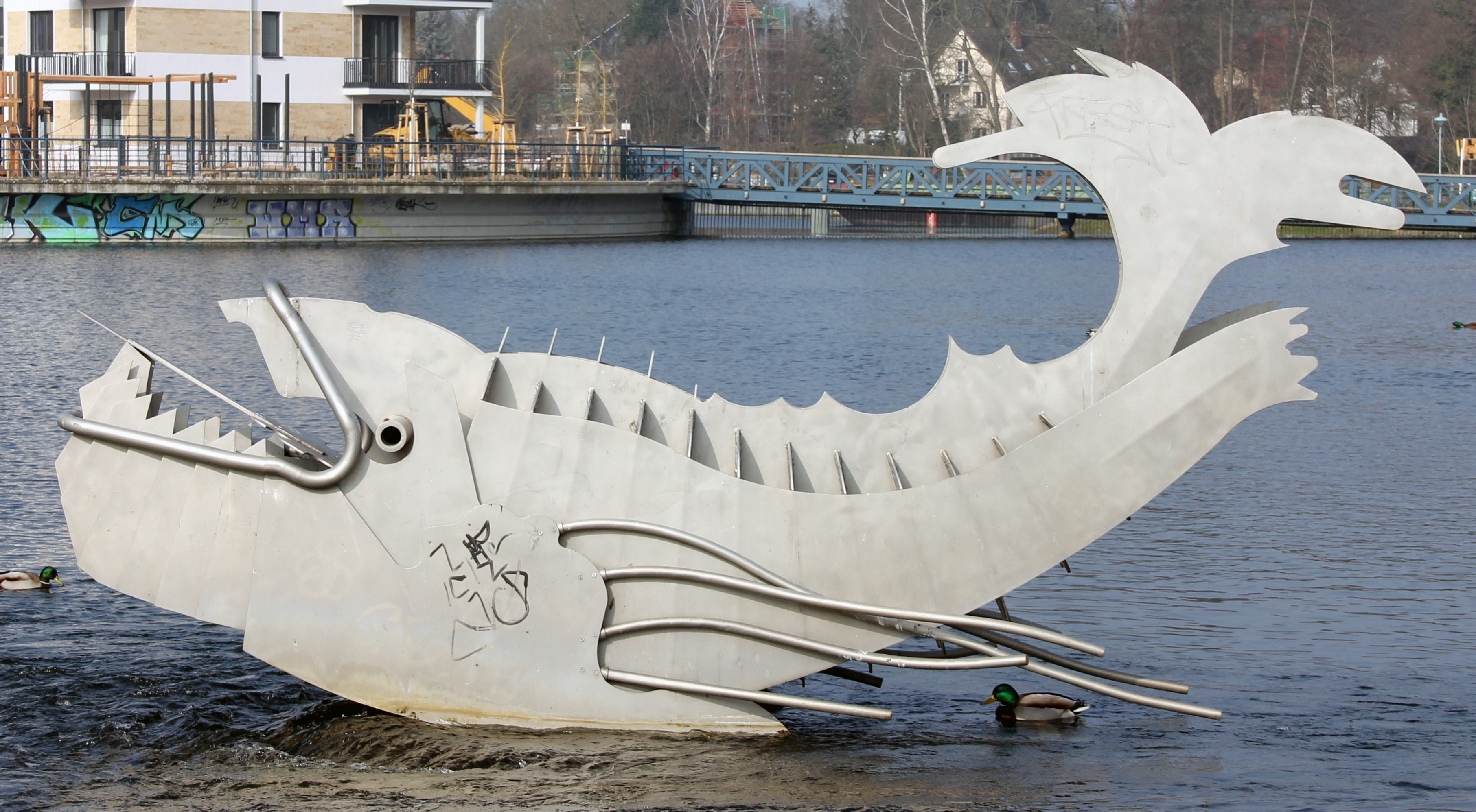
Walfisch in Berlin-Tegel